# Ramón Subercaseaux Vicuña
Ramón Subercaseaux Vicuña (Valparaíso, 10 de abril de 1854-Viña del Mar, 19 de enero de 1937) fue un político, diplomático y pintor chileno.

## Biografía
Ramón Subercaseaux Vicuña nació en el seno de una familia rica y prominente en Chile. Su abuelo, el médico francés Francisco Subercaseaux Breton, llegó a dicho país proveniente de Dax. Sus padres fueron el empresario Ramón Subercaseaux Mercado —dueño, desde 1840, un local comercial en Valparaíso, y senador— y Magdalena Vicuña Aguirre, hija de Francisco Ramón Vicuña Larraín, vicepresidente de Chile. Tuvieron 13 hijos y Ramón era el menor.
Estudió en el Colegio de Miss Whitelock, en el Colegio San Ignacio desde 1854 a 1859 y en el Instituto Nacional;el 15 de marzo de 1872 recibió su título de Bachiller en Humanidades en la Universidad de Chile;después siguió Leyes en la Universidad de Chile (1871-1874). Durante este periodo recibió lecciones delartista alemán Ernesto Kirchbach, segundo director de la Academia de Pintura de Santiago. Finalmente, suspendió sus estudios de leyes, para dedicarse de manera autodidacta al dibujo y la pintura.
En 1874 viajó por primera vez a Europa. En Roma toma clases de pintura en la academia del andaluz José García Ramos (1880).
El 30 de junio de 1879, Ramón Subercaseaux contrajo matrimonio con Amalia Errázuriz Urmeneta, hija de Maximiano Errázuriz Valdivieso y hermana del pintor José Tomás Errázuriz y el mismo año fue elegido diputado suplente por Angol (1879-1882; era miembro del Partido Conservador). La pareja tuvo seis hijos, entre los que figuran Pedro, artista y monje benedictino; Luis, atleta y diplomático; y Juan, arzobispo.
El 25 de marzo de 1885, en el medio de las elecciones parlamentarias, se registra la llamada "Batalla de El Llano", un conflicto armado entre policías adeptos al Partido Liberal y los vecinos de la zona que eran en su mayoría Conservadores. Los policías liberales, reclutados por el gobierno de Santa María por intervencionismo electoral, asaltaron la mesa de votación frente a la Parroquia San Miguel con el fin de robar los votos y los registros. Sin embargo, algunos vecinos armados, respondieron, librándose una verdadera batalla. Ramón Subercaseaux al enterarse de la intención de asalto, pide tropas a Joaquín Walker, y el mismo Subercaseaux, dirige la cuadrilla, y salen desde el centro de Santiago en tres coches, lo cuales llegan cuando el asalto ya se había efectuado. En esta batalla cayeron muertos aproximadamente 13 policías y 5 civiles, y quedaron heridos más de 20 civiles. Posterior al asalto, a Subercaseaux le tocó esconder a uno de los civiles armados, lo escondieron en la Chacra del Llano, luego en Melipilla y por último lo enviaron a Bolivia

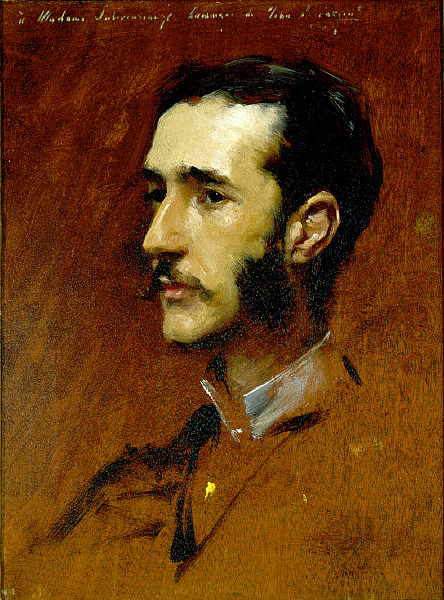
Subercaseaux retratado por Sargent.

En 1897 parte en su segundo viaje a Europa, ahora como diplomático. Fue denominado Ministro Plenipotenciario en el Imperio Austro-húngaro, en el Imperio Alemán y en el Reino de Italia. 
Ahí perfeccionó su técnica en la pintura, además de conocer y ser amigo de pintores como Pascal Dagnan-Bouveret, Merson Luc-Oliver, Giovanni Boldini y John Singer Sargent. Este último influyó en el estilo artístico de Subercaseaux. Durante su estadía en París, donde fue cónsul, comenzó a escribir sus primeros libros. 
Regresó a Chile en 1903 y fue elegido senador por Arauco por el período 1906-1912; integró la comisión permanente de Hacienda; la de Guerra y Marina, y la de Industria y Obras Públicas, que presidió.
El 23 de diciembre de 1915 fue nombrado ministro de Relaciones Exteriores, Culto y Colonización, cargo que ocupó hasta el 30 de abril de 1916, bajo el gobierno de Juan Luis Sanfuentes.
El 16 de febrero de 1917 fue creada la «Sociedad Nacional de Fomento del Turismo»; entre sus miembros se encontraba Ramón Subercaseaux.
Fue presidente de la Comisión Permanente de Bellas Artes en 1917; vicepresidente del Consejo Superior de Habitaciones para obreros y presidente de la Extensión Universitaria de la Universidad Católica durante los años 1918 a 1919.
En 1924 volvió a la diplomacia como embajador de Chile ante la Santa Sede, durante el pontificado de Pío XI, cargo en el que estuvo por seis años. Su desempeño fue notable, no hubo ningún incidente con la Santa Sede a pesar de que en ese período se produjo la separación de la Iglesia con el Estado. Al despedirse, su Santidad le otorgó la más alta condecoración para los diplomáticos, la Cruz de Piana.
Durante su carrera diplomática fue condecorado con la Cruz de Primera Clase con Banda y Estrella de la Corona de Prusia y del Alberto Magno de Sajonia; Caballero de la Gran Cruz de la Corona de Italia; y Medalla de la Reina Victoria de Inglaterra (1897).
Falleció en Viña del Mar el 19 de enero de 1937, tres meses antes de cumplir los 83.

## Pinturas
Entre sus cuadros sobresalen:

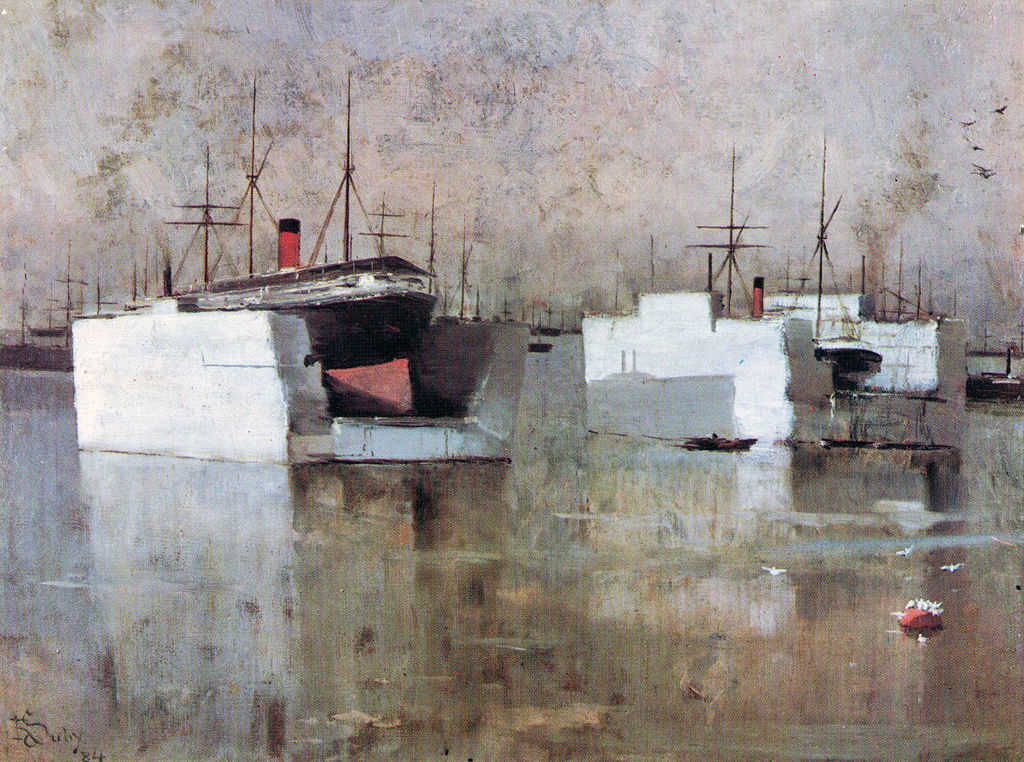
Diques de Valparaíso (1884)

- Diques de Valparaíso, 1884, Museo Nacional de Bellas Artes, Santiago de Chile.
- Entrada al taller del Llano, 1912, Museo Nacional de Bellas Artes, Santiago de Chile.
- Interior de Iglesia San Clemente, Roma, 1920, Museo Nacional de Bellas Artes, Santiago de Chile.
- Flores, Museo Nacional de Bellas Artes, Santiago de Chile.
- Antiguo Puente Cal y Canto, Museo Histórico Nacional, Santiago de Chile.
- En la Quinta del Llano, Colección Banco Central, Santiago de Chile.
- Calle Morandé, Colección Banco Central, Santiago de Chile.
- Arco de Tito
- La Plaza del Popolo

## Libros
Entre sus obras destacan: 
- Memorias de 50 años, Santiago: Imprenta y litografía Barcelona, 1908
- De San Pedro a Pío X, Roma: Unione Editrice, 1911[10]
- Memorias de ochenta años: recuerdos personales, críticas, remiscencias históricas, viajes, anécdotas, 2 tomos;  2.ª edición, Santiago: Editorial Nascimento, 1936
- La enseñanza de las Bellas Artes
- El genio de Roma
- Le Lacium et la campagne romaine (en francés)

## Premios
- Medalla de Oro en Pintura en el Salón de 1884, Santiago, Chile
- Gran Premio de Honor, Salón Oficial de 1934, Santiago